# Kaisa Collin
 Kaisa Astrid Collin (nacida el 16 de abril de 1997) es una futbolista finlandesa que juega como delantera en el Eskilstuna United DFF y en la selección nacional de Finlandia.

## Carrera
Collin disputó sus primeros seis partidos con el HJK Helsinki en la Naisten Liiga en 2012, cuando tenía 17 años. En su segunda temporada, se estableció como titular.
En 2017, se unió al PK-35 Vantaa, otro equipo de la liga, donde se convirtió en la máxima goleadora del torneo con 20 goles. Ese mismo año, participó en la Fase de clasificación de la Liga de Campeones Femenina de la UEFA 2017-18 con el PK-35 Vantaa. Aunque el equipo finlandés solo logró una victoria en el torneo disputado en Belfast, gracias a su gol contra el Linfield FC, no avanzaron a la fase de eliminación directa.
En 2018, anotó solo siete goles en la liga, pero logró ganar su primer campeonato.
Para la temporada 2019, se trasladó a la Damallsvenskan para unirse al Eskilstuna United DFF. En su primera temporada, disputó 19 partidos, pero ninguno completo, ya que fue sustituida en los cuatro juegos que comenzó y entró como reemplazo en 15 ocasiones. En 2020, tuvo cuatro apariciones completas, pero fue sustituida en ocho ocasiones y entró como reemplazo nueve veces.
A principios de agosto de 2021, se unió al AIK Solna, otro equipo de la liga sueca, donde firmó un contrato hasta el 31 de diciembre de 2023. Durante su tiempo en el AIK Solna, anotó un gol en cinco partidos, contribuyendo así a mantener al equipo en la décima posición de la liga.
| Año       | Club                  | Apariciones | Goles |
| --------- | --------------------- | ----------- | ----- |
| 2014–2016 | HJK Helsinki          | 48          | 30    |
| 2017–2018 | PK-35 Vantaa          | 41          | 27    |
| 2019–2021 | Eskilstuna United DFF | 48          | 5     |
| 2021–     | AIK Solna             | 5           | 1     |

Apariciones y goles en la liga nacional del club, actualizados al 6 de noviembre de 2021.

## Selección nacional
Collin participó en la fase de clasificación para el Campeonato Europeo Femenino Sub-17 de la UEFA 2014-15 con la selección Sub-17, pero el equipo finlandés no tuvo éxito. Además, estuvo presente en la infructuosa segunda fase de clasificación para el Campeonato Europeo Femenino Sub-19 de la UEFA 2015, así como en ambas fases de clasificación para el Campeonato Europeo Femenino Sub-19 de la UEFA 2016.
El 7 de abril de 2017, hizo su debut en la selección absoluta en un partido amistoso contra Polonia. El 16 de septiembre, bajo la dirección de Anna Signeul, marcó su primer gol con la selección absoluta en el empate 1-1 contra Portugal. Durante la fallida Clasificación de UEFA para la Copa Mundial Femenina de Fútbol de 2019, tuvo cinco apariciones y anotó un gol. En febrero de 2021, el equipo finlandés logró clasificarse nuevamente para una fase final de un mundial.
Durante la fase de Clasificación para la Eurocopa Femenina 2022, jugó seis partidos y anotó un gol en la victoria por 5-0 en el último partido contra Chipre.
En los primeros cuatro partidos de Clasificación de UEFA para la Copa Mundial Femenina de Fútbol de 2023, solo tuvo una breve aparición de cinco minutos en la derrota por 1-2 contra Suecia.
El 9 de junio de 2022 fue nominada para la fase final de la Eurocopa Femenina 2022.
| Año       | Categoría | Apariciones | Goles |
| --------- | --------- | ----------- | ----- |
| 2014      | Sub-17    | 5           | 1     |
| 2012–2013 | Sub-19    | 9           | 5     |
| 2017–     | Absoluta  | 29          | 5     |

Partidos internacionales y goles de selecciones nacionales, actualizados al 25 de noviembre de 2021.